# Jeff Taylor (cestista 1960)
Jeffrey Taylor, detto Jeff (Blytheville, 1º gennaio 1960 – 5 marzo 2020), è stato un cestista statunitense con cittadinanza svedese, professionista nella NBA.

## Carriera
È stato selezionato dagli Houston Rockets al secondo giro del Draft NBA 1982 (42ª scelta assoluta).
Dopo la carriera in NBA si stabilisce in Svezia vincendo il titolo nazionale con i Norrköping Dolphins. Uno dei suoi sei figli,  Jeff, seguirà le sue orme diventando un giocatore professionista.
Muore nel 2020 a 60 anni dopo una lunga malattia.

## Palmarès
- Campionato svedese: 1

Norrköping Dolphins: 1997-98